# Mistrzostwa Świata w Tenisie Stołowym 2003
47. Mistrzostwa świata w tenisie stołowym odbyły się w dniach 19-25 maja 2003 roku w Paryżu. Zawody zostały zdominowane przez reprezentantów Chin, którzy zwyciężyli w większości konkurencji.

## Końcowa klasyfikacja medalowa
| Miejsce | Państwo          | Złoto | Srebro | Brąz | Razem |
| ------- | ---------------- | ----- | ------ | ---- | ----- |
| 1       | Chiny            | 4     | 4      | 6    | 14    |
| 2       | Austria          | 1     | 0      | 0    | 1     |
| 3       | Korea Południowa | 0     | 1      | 2    | 3     |
| 4       | Chorwacja        | 0     | 0      | 1    | 1     |
| 4       | Grecja           | 0     | 0      | 1    | 1     |

## Medaliści
| Konkurencja:            | Złoto:                | Srebro:               | Brąz:                                       |
| gra pojedyncza kobiet   | Wang Nan              | Zhang Yining          | Tamara Boroš Li Ju                          |
| gra pojedyncza mężczyzn | Werner Schlager       | Joo Se-hyuk           | Kong Linghui Kalinikos Kreannga             |
| gra podwójna kobiet     | Wang Nan Zhang Yining | Guo Yue Niu Jianfeng  | Li Jia Li Ju Suk Eun-mi Lee Eun-sil         |
| gra podwójna mężczyzn   | Wang Liqin Yan Sen    | Wang Hao Kong Linghui | Ma Lin Qin Zhijian Oh Sang-eun Kim Taek-soo |
| gra mieszana            | Ma Lin Wang Nan       | Liu Guozheng Bai Yang | Wang Hao Li Nan Qin Zhijian Niu Jianfeng    |